# علم التربية البيئي
إن حركة علم التربية البيئي هي نتاج لنظرية وممارسة علم التربية النقدي، وهي مجموعة من الممارسات التربوية التي تأثر بها الفيلسوف والمعلم باولو فريري. تتمثل مهمة علم التربية البيئي في تطوير تقدير قوي للإمكانات الجماعية للإنسانية وتعزيز العدالة الاجتماعية في جميع أنحاء العالم. وهي تفعل ذلك كجزء من رؤية بيئية وسياسية موجهة نحو المستقبل تعارض جذريًا عولمة الأيديولوجيات مثل النيوليبرالية والإمبريالية، بينما تحاول أيضًا إثارة أشكال من محو الأمية البيئية النقدية. في الآونة الأخيرة، كانت هناك محاولات لدمج علم التربية البيئي النقدي، كما حدده جريج ميسياسزيك مع الفلسفة الرواقية الحديثة لإنشاء علم التربية البيئي الرواقي.
يتمثل أحد أهداف علم التربية البيئي في تحقيق أشكال المعرفة ذات الصلة ثقافيًا والمرتكزة على مفاهيم معيارية مثل الاستدامة، وكوكب الأرض (أي التعرف على الأرض) والحيوية (أي حب جميع أشكال الحياة).